# Trossö

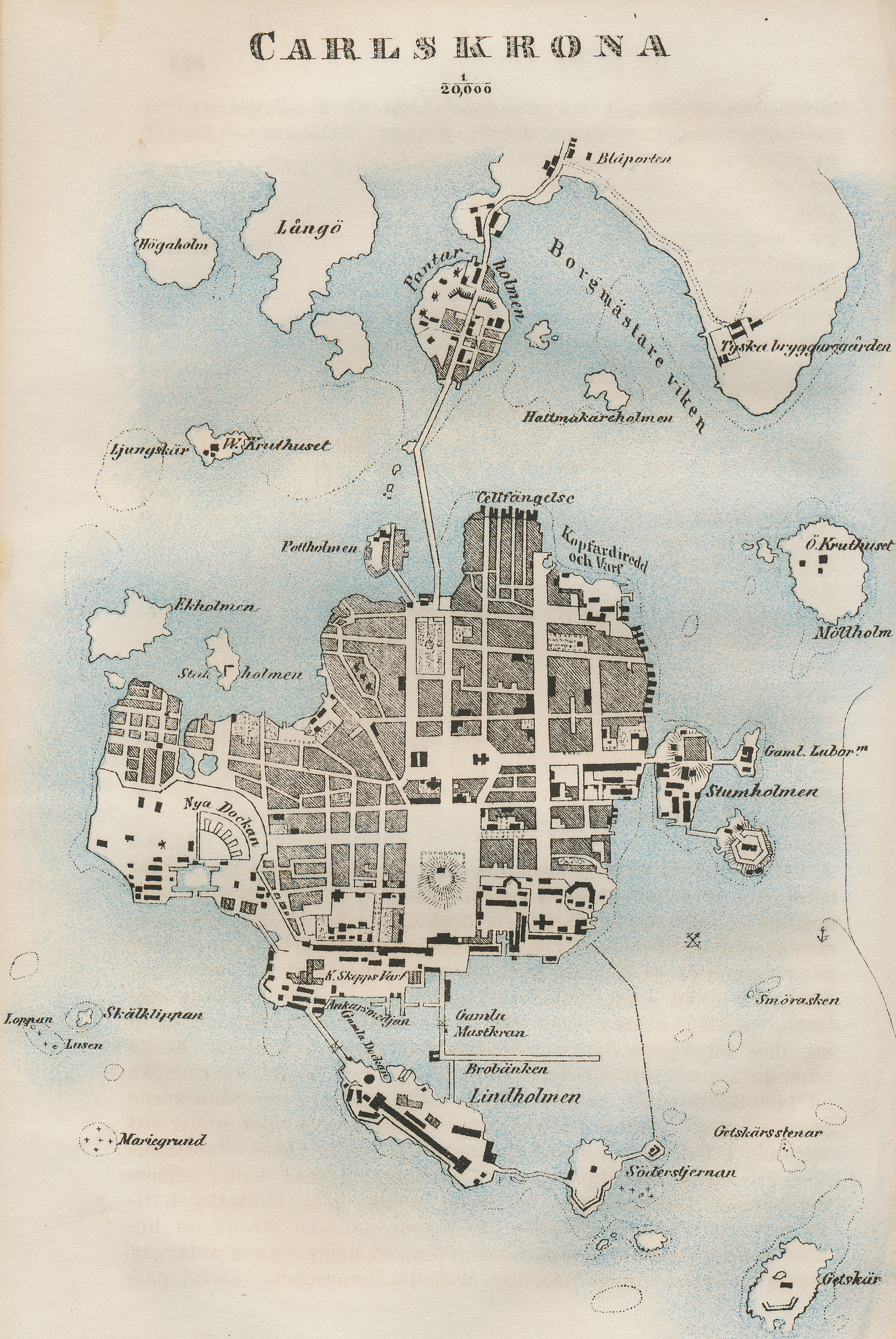
Karlskrona (Trossö) um 1850

Trossö ist eine Insel im Schärengarten Karlskronas und bildet das Stadtzentrum Karlskronas. Trossö liegt im südlichen Teil der Stadt. Mehrere andere Inseln wie Sturholmen, Saltö und Långö gehören ebenfalls zum Stadtgebiet von  Karlskrona. Als Sehenswürdigkeiten liegen Schwedens größter Marktplatz Stortorget, die Marinebasis, die Admiralitätskirche, die Figur Rosenbom und die Schiffswerft auf Trossö. Trossö zählt, wie die gesamte Marinestadt Karlskrona, zum UNESCO-Welterbe.
Die Insel mit dem vorgelagerten, schützenden Schärengarten und dem eisfreien Hafen war strategisch ideal, um einen Flottenstützpunkt zu errichten. 1679 besuchte König Karl XI die Insel ums sich von deren Eignung zu überzeugen. Man fand allerdings heraus, dass die Insel dem Bauern Vittus Anderson gehörte. Der Bauer war nicht an einem Verkauf der Insel an den König interessiert und leistete Widerstand. Das ganze endete damit, dass Anderson verhaftet und der Grund enteignet wurde. Eine Volkslegende besagt, dass der Bauer vor seiner Verhaftung einen Fluch über die Insel sprach und deshalb Karlskrona mehrmals niederbrannte. Anderson starb schließlich 1688.
Auf dem Friedhof von Nättraby, westlich von Karlskrona, auf dem Anderson bestattet wurde, wurde ein Gedenkstein errichtet. 2012 wurde neben dem Touristenbüro in Karlskrona ein Denkmal in Form eines bronzenen Schlapphutes der Künstlerin Anna Jarnestad eingeweiht.